# Synval Silva
Synval Machado da Silva, ou simplesmente Synval Silva (Juiz de Fora, 14 de março de 1911 – Rio de Janeiro, 14 de abril de 1994) foi um compositor brasileiro.

## Biografia
Chegou ao Rio de Janeiro já moço, exercendo a profissão de mecânico de automóveis. Foi lançado em disco por Carmen Miranda, do qual foi grande amigo e motorista particular. Visitou-a nos Estados Unidos em 1951, apresentando-se ao público americano. Por muitos anos, foi também compositor pertencendo à Escola de Samba Império da Tijuca. Foi "Bacharel em Samba", com anel e diploma, título outorgado oficialmente pelo Museu da Imagem e do Som do Rio, em seu 60º aniversário.
As músicas de Synval Silva gravadas por Carmen foram "Alvorada" (1933), "Ao Voltar do Samba" (1934), "Coração" (1934), "Adeus Batucada" (1935), "Saudade de Você" (1937), "Gente Bamba" (1937), "Amor Ideal" (1939) e "Nosso Amor Não Foi Assim" (1939). Faleceu no Rio de Janeiro a 14 de abril de 1994.